# صلبوخ
صلبوخ هي قرية بها مخططات سكنية وزراعية وفيها بعض المشاريع الهامة مثل مشروع صلبوخ للمياة الذي يغذي شمال مدينة الرياض بالمياة المحلاة. وتقدر مساحتها بحوالي 130 كيلومتر مربع وتقع شمال غرب مدينة الرياض في محافظة حريملاء في المملكة العربية السعودية وتبعد عن الرياض حوالي 40 كيلو متراً. وهي تابعة إدراياً لمحافظة حريملاء.

## السكان
يقدر عدد سكان صلبوخ ب مخططاتها السكنية والزراعية بحوالي 700 نسمه تقريبا. [بحاجة لمصدر]

## التاريخ وأصل التسمية
أسسها صلبوخ بن طراد السبيعي ويوجد فيها اثار وقصور منذ حوالي 300 سنة. يتوارث رئاسة مركز القرية أحفاد صلبوخ ومنهم عبد الله بن محمد آل صلبوخ وخلفه ابنه بجران بن عبالله آل صلبوخ.
كانت صلبوخ مكاناً لجمع الأسلحة والسيوف وما شابها. وقد ساعد الشيخ صلبوخ بن طراد السبيعي الملك عبد العزيز رحمه الله في أخذ الحكم من ابن رشيد ويعود الفضل لله ثم للشيخ صلبوخ. وعندما أخذ الحكم الملك عبد العزيز رحمه الله سنة 1319 سمى هذه القرية باسم الشيخ صلبوخ.

## الأهمية السياحية
الكثير من الناس يتوافدون إلى أحد وديانها في حال نزول الأمطار الغزيرة عليها أو حولها لمشاهدة السيول التي تنساب بسرعة في واديها. كما يتنزه في واديها بعض سكان الرياض وذلك في فصل الشتاء بعد ظهور النباتات فيه بسبب الأمطار.
ويوجد فيها مزارع نخيل أيضاً. وقد تم إنشاء سد عندها لحفظ ماء الأمطار بها لتستفيد البلدة وما جاورها منها.